# So Wonderful (레이디스 코드의 노래)
〈So Wonderful〉은 대한민국의 걸 그룹 레이디스 코드의 두번째 디지털 싱글이다. 2014년 2월 13일 발매되었다. 음반도 발매되었으나 비매품 소장용으로 발매되었다.
타이틀 곡 《So Wonderful》은 재즈 장르의 멜로디가 돋보이는 곡으로, 80년대를 트랜드로한 복고풍의 컬러가 인상적이다. 멤버들은 인터뷰에서 80년대에 쓰던 악기와 베이스를 그대로 사용하여 녹음했다고 밝혔다. 또한 스탠딩 마이크를 소픔으로 이용한 무대가 화제가 되었다. 특히 6년 전 원더걸스가 활동했던 《Nobody》 무대와 유사하여 네티즌들에게 많은 화제가 되기도 했다.

## 곡 목록
모든 곡은 슈퍼창따이가 작사·작곡·편곡을 했다. (가사가 없는 "So Wonderful (Inst.)"는 제외)
| #            | 제목                     | 재생 시간 |
| ------------ | ------------------------ | --------- |
| 1.           | 〈So Wonderful〉         | 3:38      |
| 2.           | 〈So Wonderful (Inst.)〉 | 3:38      |
| 총 재생 시간 | 총 재생 시간             | 7:08      |

## 발매 이력
| 지역     | 날짜            | 레이블          | 형식                                    |
| -------- | --------------- | --------------- | --------------------------------------- |
| 대한민국 | 2014년 2월 13일 | 디지털 다운로드 | 폴라리스 엔터테인먼트 로엔 엔터테인먼트 |
| 대한민국 | 2014년 2월 13일 | CD (비매품)     | 폴라리스 엔터테인먼트 로엔 엔터테인먼트 |

## 차트 기록
| 곡                  | 최고 순위 |
| ------------------- | --------- |
| 가온 싱글 차트      | 14        |
| 코리아 K-Pop 핫 100 | 18        |

### 판매량 및 인증
| 차트          | 합계    |
| ------------- | ------- |
| 가온 실판매량 | 383,707 |